# Bosse (województwo podlaskie)
Bosse – wieś w Polsce położona w województwie podlaskim, w powiecie sejneńskim, w gminie Sejny.
Wieś królewska położona była w końcu XVIII wieku w starostwie niegrodowym berżnickim w powiecie grodzieńskim województwa trockiego. W latach 1975–1998 miejscowość administracyjnie należała do województwa suwalskiego.